# Công viên Đài Trung

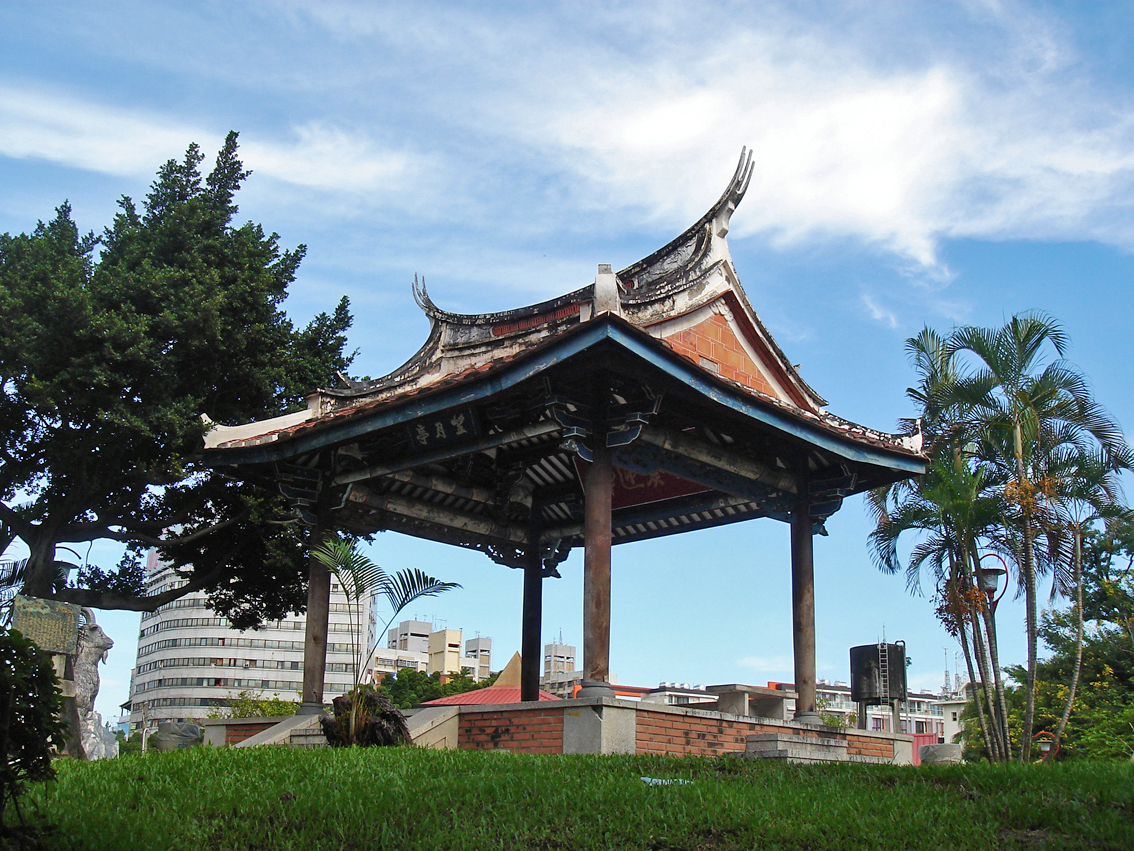
Công phía Bắc

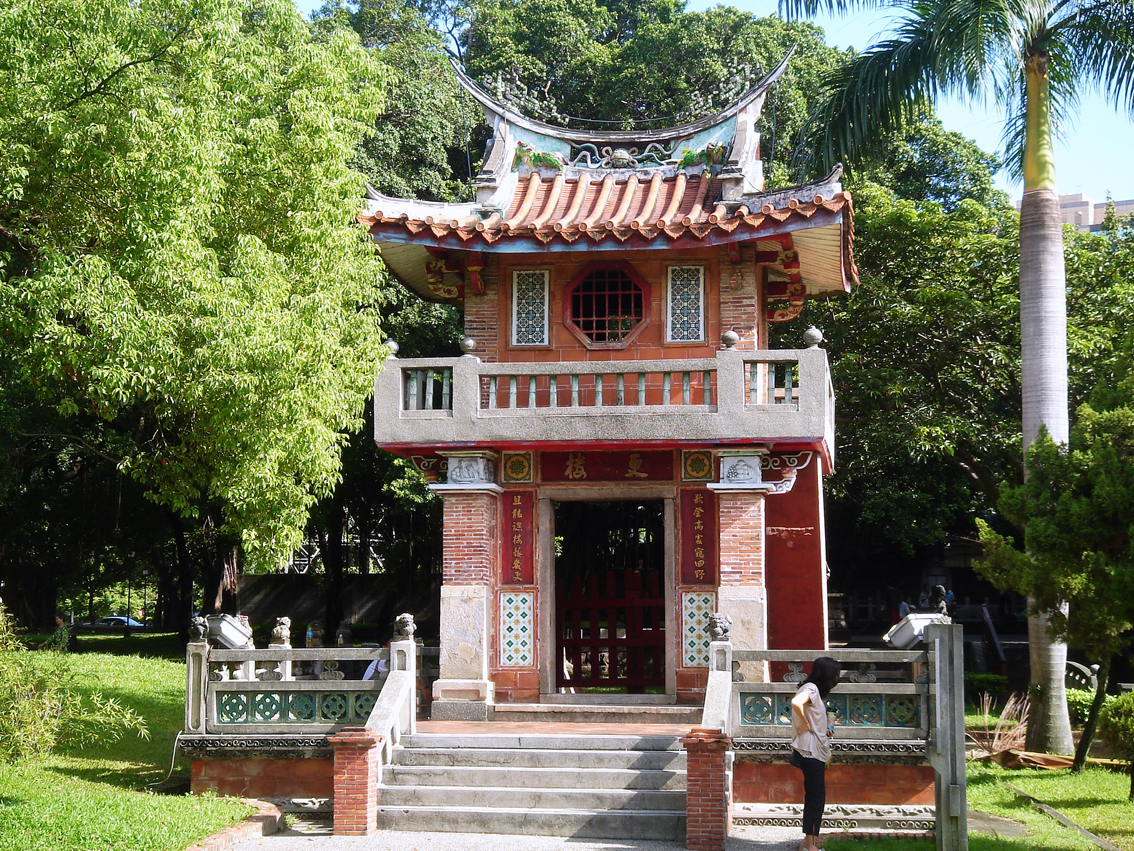
Cổng nhà công quán Vũ Loan Kỳ

Công viên Đài Trung (tiếng Trung: 臺中公園; bính âm: Táizhōng gōngyuán) là một công viên đô thị nằm ở khu Bắc, Đài Trung, Đài Trung. Đây là công viên lâu đời nhất ở Đài Trung. Nó được xây dựng khi Đài Loan thuộc Nhật và nó được gọi là "công viên Trung Sơn" (中山公園; 'công viên Tôn Trung Sơn').

## Lịch sử
Ban đầu công viên được gọi là Nakanoshima kōen (Nhật: 中之島公園 Hepburn: Nakanoshima kōen), được xây dựng vào năm 1903 trong suốt thời kỳ thuộc Nhật. Vào ngày 17 tháng 4 năm 1999, Chính quyền thành phố Đài Trung liệt kê nó là di tích lịch sử thành phố. Trong những năm gần đây, người dân thường hay tổ chức lễ hội đèn lồng ở công viên Đài Trung.

## Đặc điểm
Công viên có một hồ nhân tạo với diện tích bảo phủ 13,530 m².

## Cơ sở
Công viên có trang bị kayak trên hồ, sân quần vợt, sân trong nhà và khu thiếu nhi. Thiết kế cơ bản của khu vườn là phương Tây, nhưng nó cũng bao gồm một khu vườn Nhật Bản với ao, đèn lồng, thác nước và đá.